# Michał Joachimowski
Michał Teodor Joachimowski (26. září 1950, Żnin, Kujavsko-pomořské vojvodství – 19. ledna 2014) byl polský atlet, který se specializoval na trojskok.
V roce 1968 obsadil na třetích evropských juniorských hrách v Lipsku výkonem 15,19 metru 4. místo. V roce 1972 reprezentoval na letních olympijských hrách v Mnichově, kde ve finále skončil na 6. místě. Největší úspěch ve své kariéře vybojoval v roce 1974 v Göteborgu, kde se stal halovým mistrem Evropy. V témže roce byl pátý na evropském šampionátu v Římě. Dvakrát získal stříbro (Rotterdam 1973, Katovice 1975).